# Капитонов, Иван Васильевич

Могила Капитонова на Новодевичьем кладбище Москвы.

Ива́н Васи́льевич Капито́нов (23 февраля 1915 года, дер. Серовское, Рязанская область, — 28 мая 2002 года, Москва) — советский партийный и государственный деятель, секретарь ЦК КПСС (1965—1986), председатель Центральной ревизионной комиссии КПСС (1986—1988).

## Биография
В 1938 году окончил Московский институт инженеров коммунального строительства. Работал старшим инженером Рязанского областного жилищного управления.
В 1938—1940 годах служил в Красной Армии. В 1939 году вступил в ВКП(б).
С 1941 года на партийной и советской работе: с 1943 года секретарь, второй секретарь Краснопресненского райкома в Москве, затем — председатель Краснопресненского райисполкома (1947—1948), заведующий отделом Московского городского комитета ВКП(б) (1948—1951). На работу в МГК партии выдвинулся при тогдашнем его первом секретаре Попове, стал вторым секретарём МК осенью 1951 года при первом секретаре Н. С. Хрущёве, летом уже следующего 1952 года возглавил МГК — на этом посту его застала смерть Сталина.
В 1951 году — секретарь Московского городского комитета ВКП(б). С 15 ноября 1951 по сентябрь 1952 г. — второй секретарь Московского областного комитета ВКП(б). С августа 1952 по 29 марта 1954 года — первый секретарь Московского городского комитета ВКП(б)/КПСС; с 27 марта 1954 по 2 марта 1959 года — первый секретарь Московского областного комитета КПСС, одновременно с 27 февраля 1956 по 1959 года — член Бюро ЦК КПСС по РСФСР.
С марта по сентябрь 1959 года — инспектор ЦК КПСС.
С 22 сентября 1959 по декабрь 1964 года — первый секретарь Ивановского областного комитета КПСС (с января 1963 года — Ивановского промышленного областного комитета КПСС).
С декабря 1964 по 8 апреля 1966 года — член Бюро ЦК КПСС по РСФСР, одновременно по 1965 год заведовал Отделом партийных органов ЦК КПСС по РСФСР.
В 1965—1983 годах заведовал Отделом организационно-партийной работы ЦК КПСС, одновременно в 1965—1986 годах — секретарь ЦК КПСС.
При замене Капитонова Лигачёвым на посту завотделом оргпартработы официально объявили, что «Иван Васильевич, оставаясь секретарём ЦК, сосредоточится на проблемах обеспечения населения товарами народного потребления».

… вся политика кадрового застоя осуществлялась его [И. В. Капитонова] руками. <…>
Трудно было найти человека более нерешительного. Посещая заседания Политбюро и Секретариата, Капитонов пытался уловить малейшие оттенки настроений, сориентироваться, куда дует ветер, и по возможности ублажить всех членов руководства.— М. С. Горбачёв
Охранник Брежнева Владимир Медведев свидетельствовал, что славословия Капитонова в свой адрес Брежнев расценивал как желание того выдвинуться в кандидаты в члены Политбюро.
О чрезмерных восхвалениях Капитоновым Брежнева вспоминал и секретарь последнего Николай Дебилов.
Брежнев: «Знаю, что он сам ничего написать не может. Но он секретарь ЦК. Он отвечает от Секретариата за этот раздел. Под его руководством, по его указаниям сочиняли эту болтовню. Кто должен отвечать?! И зачем мне такой секретарь, который даже не понимает, что нужно для доклада съезду?! Немедленно вызвать и дать ему здесь взбучку, чтоб проняло». (Дневник А. С. Черняева за 1976 год.)
Избирался делегатом XIX (1952), XX (1956), XXII (1961), XXIII (1966), XXIV (1971), XXV (1976) и XXVI (1981) съездов КПСС, на которых избирался в состав ЦК КПСС (1952—1986). На XXVII съезде был избран председателем Центральной ревизионной комиссии КПСС, которую возглавлял с 6 марта 1986 по 30 сентября 1988 года. Одновременно с 1986 года был председателем Комиссии по установлению персональных пенсий при Совете Министров СССР.
Депутат от Московской области Верховного Совета РСФСР 3—5-го (1951—1963) и 7—9-го (1967—1980) созывов. Депутат Верховного Совета СССР 4-го (1954—1958; депутат Совета Союза от Москвы), 5-го (1958—1962; депутат Совета Союза от Московской области), 6—11-го (1962—1989; депутат Совета Союза от Ивановской области) созывов. В 1954—1962 годах был членом Президиума Верховного Совета СССР.
С октября 1988 года на пенсии.
Семья
- сын — Владимир, женат на Наталье, дочери К. Т. Мазурова; внук — Иван (1973 г. р.)
- дочь — Маргарита, в замужестве Паначина[20].

## Награды и звания
- Герой Социалистического Труда (1975).
- Награждён четырьмя орденами Ленина, 3 другими орденами, медалями.
- Орден «Георгий Димитров» (Народная Республика Болгария) — вручён в Софии 7 мая 1985 Генеральным секретарём ЦК Болгарской Коммунистической партии и Председателем государственного совета НРБ Тодором Живковым в ходе официального визита советской делегации 6-9 мая 1985 в связи с сорокалетием победы в Великой Отечественной войне.
- Медаль «За трудовую доблесть» (25 декабря 1959 года) — за достижение высоких показателей в производстве и продаже государству  в  1959  году  мяса  и  других  продуктов  сельского  хозяйства[21]